# HMS Krickan (B02)
SVK 13 Hoburg (f. d. HMS Krickan B02) är ett svenskt örlogsfartyg som numera tillhör Gotlands Sjövärnskår. Det är 19,99 m långt och har ett deplacement på 38 ton. Hoburg är ett hydrofonbojfartyg som var specialiserat på passiv ubåtsjakt. Ett mycket effektivt sätt att bevaka känsliga kustområden för ubåtsintrång. Fartyget togs ur drift 2004 och var därefter utan uppgifter till dess att det överfördes till Sjövärnskåren den 15 december 2015. Vid sjösättning våren 2025 så hade SVK 13 Hoburg genomgått 6 års översyn.